# 湖北铁线莲
湖北铁线莲（学名：Clematis hupehensis）为毛茛科铁线莲属下的一个种。其种加词“hupehensis ”意为“湖北的”。